# Nová Pláň
Nová Pláň (1869–1910 Novopláň; německy Neurode) je obec ležící v okrese Bruntál. Její katastrální území má rozlohu 171 ha. Žije zde 79 obyvatel, čímž se obec řadí mezi obce v Česku s nejnižším počtem obyvatel.

## Historie
První písemná zmínka o obci pochází z roku 1680. V letech 1961–1978 byla Nová Pláň částí obce Karlova Pláň. Od 1. ledna 1979 do 31. prosince 1992 byla Nová Pláň část města Bruntál.

### Vývoj počtu obyvatel
Počet obyvatel Nové Pláně podle sčítání nebo jiných úředních záznamů:
| Rok            | 1869 | 1880 | 1890 | 1900 | 1910 | 1921 | 1930 | 1950 | 1961 | 1970 | 1980 | 1991 | 2001 | 2010 |
| -------------- | ---- | ---- | ---- | ---- | ---- | ---- | ---- | ---- | ---- | ---- | ---- | ---- | ---- | ---- |
| Počet obyvatel | 272  | 229  | 276  | 279  | 292  | 249  | 261  | 186  | 193  | 168  | 124  | 29   | 26   | 53   |

1. ↑  z toho: 3 Čechoslováků, 247 Němců; 254 řím. kat., 6 evang.
2. ↑  z toho: 25 Čechů, Moravanů a Slezanů; 4 řím. kat., 16 bez vyzn.

V Nové Pláni je evidováno 30 adres, vesměs čísla popisná (trvalé objekty). Při sčítání lidu roku 2001 zde bylo napočteno 11 domů, z toho 7 trvale obydlených.